# Emma Bunton
Emma Lee Bunton (Londres, 21 de gener de 1976) és cantant de pop, i l'excomponent del grup de pop femení Spice Girls, que era coneguda com la "Baby Spice" (la membre més jove).

## Biografia
Emma va néixer a Londres, al districte de Finchley, i va créixer al barri de Woodside Park, Barnet Borough. Els seus pares, Pauline, una professora de karate, i Trevor, un repartidor de llet, es van separar quan ella només tenia onze anys, i es va quedar amb la seva mare.
Va estudiar a l'escola de primària catòlica-romana Santa Teresa a Finchley, i després a l'Escola de Teatre Sylvia Young a Marylebone (barri luxós de Londres).
A Emma se l'ha relacionat amb nombrosos romanços, com per exemple Nigel Harman, Justin Timberlake o el cantant del grup pop anglès 911, Lee Brennan. La seva actual parella és Jade Jones, amb qui va tenir un fill el 2007.
Va aparèixer a la pel·lícula "The Bill" l'any 1993.

## Carrera musical

### Spice Girls
Va formar part de l'exitós grup de pop Spice Girls (abans de formar-se en grup s'anomenava Touch) el 1994 abans que la cinquena membre original del grup Touch, Michelle Stephenson deixés el grup a causa del diagnòstic de càncer de la seva mare.
El grup es va convertir en el més existós dels noranta, venent més de 70 milions de discos i singles arreu del món amb els seus tres àlbums: Spice, Spiceworld i Forever. Emma era coneguda com la Baby Spice. El single-debut, Wannabe va ser el primer dels 9 números 1 en la carrera de les Spice Girls, arribant al número 1 en 37 països, com el Regne Unit, Austràlia, Canadà, Estats Units o França. Altres singles exitosos van ser Say you'll be there i 2 become 1 de l'àlbum Spice; Spice up your life, Too much, Stop i Viva forever de l'àlbum Spiceworld i Holler i Let love lead the way de l'àlbum Forever. El grup es va separar a començaments de l'any 2001.

### A girl like me
El seu primer àlbum-debut en solitari es va anomenar A girl like me, i el seu primer single What took you so long, va arribar al número u en les llistes de vendes del Regne Unit. Els dos singles de l'àlbum What I am? amb el grup anglès Tin Tin Out i Take my breath away, van arribar al top cinc del Regne Unit. El quart i darrer single de l'àlbum A girl like me va ésser We're not gonna sleep tonight, que va arribar al top vint al Regne Unit. L'àlbum va arribar al número quatre en les llistes de vendes del Regne Unit, venent una mica menys de 125.000 còpies. Degut a les mediocres vendes i poca promoció que va tenir del seu àlbum dintre i fora del Regne Unit, ella i la seva discogràfica, Virgin Records/EMI UK, va decidir rescindir el contracte que els unia.
A més, ha enregistrat, la cançó de Hey you!, free up your mind per a la Banda Sonora dels dibuixos animats Pokemon, per a la seva primera pel·lícula el 1999.

### Free me
Emma aviat va trobar una nova discogràfica, gràcies al seu ex-manager del grup Spice Girls, Simon Fuller la va contractar en la seva discogràfica 19 Management Records UK. El seu contracte va incloure la publicació de discos i treballs a televisió. La primavera del 2003, Emma, amb el single Free me va arribar al número cinc i Maybe va debutar al número sis al Regne Unit. La primavera del 2004 el single I'll be there i l'àlbum Free me, segon àlbum per a l'ex-spice, van ser publicats al Regne Unit. L'àlbum va incloure cançons de l'estil "anys seixanta", plens de temes pop i balades, arribant al número set al Regne Unit.
L'àlbum Free me va ésser publicat als Estats Units el 25 de gener del 2005, però només va aconseguir arribar al número 183 al U.S. Billboard 200 Chart, i decidint no promocionar l'àlbum als programes de televisió nord-americans com The view o The Tony Danza Show. El primer single publicat als Estats Units, Free me, va ésser remesclat, seguint un tema dance, aconseguint el número cinc al U.S. Dance Airplay i el U.S. Club Chart. El segon single i darrer dels publicats als Estats Units va ésser un altre remix del single Maybe, essent també un èxit en les llistes de música dance dels Estats Units.

### Life in mono
Emma ha estat treballant en el seu nou àlbum des de l'any 2004. L'agost del 2006 ella va deixar un missatge d'audio a la seva pàgina web oficial explicant als seus fons coses sobre el seu nou àlbum, i algunes de les coses que ella va explicar és que estava donant els darrers retocs i que estava treballant amb una orquestra de música clàssica. El seu tercer àlbum, va ésser publicat a finals del 2006, i es va anomenar Life in mono, coincidint amb la promoció de nadal al Regne Unit. El disc no va complir expectatives a les llistes de vendes del Regne Unit, simplement aconseguint arribar al número seixanta-cinc, tampoc a la resta del món no va complir les expectatives.
El primer single va ser posat a la venda al nadal i és Downtown, un tema per a la Fundació de la BBC Children in need, per als nens més necessitats, tema pop, amb ritmes bossa nova. Amb una forta promoció i ajuda dels mitjans musicals, el single aconsegueix el lloc número tres del Regne Unit, anunciant ja el segon single per a la promoció del disc All I need to know

## Darrers treballs
Després del semi èxit de Life in mono amb l'exitós Downtown i el poc ressò comercial de All I need to know (malgrat ésser un dels seus millors singles i vídeos) Emma va decidir donar per tancada la promoció d'aquest disc, quedant ocultes cançons amb gran potencial com a singles com Take me to another town, Mischievous o la sensual Undressing you. Emma es va dedicar al seu embaràs, tenint el seu primer fill. Abans, però, va anunciar la tornada de les Spice Girls a través d'una gira mundial, la qual iniciarà el desembre de 2007 a Vancouver i finalitzarà el gener de 2008 a l'Argentina. Tot un esdeveniment. Serà l'adéu definitiu de la banda i una oportunitat única per a acomiadar-se dels fans. Emma traurà amb les altres quatre spice un nou senzill Headlines que es convertirà en el Children in need 2007, essent el segon senzill d'aquesta campanya per a Emma. S'espera que Emma retorni als escenaris el proper any amb el seu nou àlbum.

## Discografia

### LPs
- 2001 - A girl like me
- 2004 - Free me
- 2006 - Life in mono

### Singles
- 1999 - What I am
- 2001 - What took you so long
- 2001 - Take my breath away
- 2001 - We're not gonna sleep tonight
- 2003 - Free me
- 2003 - Maybe
- 2004 - I'll be there
- 2004 - Crickets sing from Anamaria
- 2006 - Downton
- 2007 - All I need to know

## Altres treballs
Amb la pel·lícula Spiceworld l'any 1998 Emma va debutar a la pantalla gran. L'any 2005 va realitzar dues aparacions en pel·lícules de Bollywood: Pyaar mein twist and chocolate.
En la cinquena i darrera temporada del programa de televisió Absolutely Fabulous, va sortir interprentant-se a ella mateixa en dos capítols. També ha estat animadora del seu propi programa de televisió, Emma, al VH1, i també va realitzar un enllaç per al Regne Unit dels MTV Video Music Awards del 2004 que van tenir lloc als Estats Units. L'agost del 2006, Simon Fuller va anunciar que estava planejant un programa de televisió bastant en l'Emma.
L'octubre del 2006 Emma es va convertir en una de les participants en el programa britànic de ball Strictly come dancing de la BBC en la seva temporada de tardor, on li va ser assignat com a ballarí professional Darren Bennett. Ràpidament es va convertir en una de les preferides i va arribar al tercer lloc de la competició, essent la darrera participant dona que va ésser eliminada.
L'any 2007 s'havia confirmat que Emma seria la que substituiria a Beyoncé Knowles com a protagonista de la comèdia The pink panther 2. Malauradament, degut al seu embaràs i compromisos per a la gira mundial de les Spice Girls, va haver de cancel·lar aquests plans.